# Limnologia
La limnologia és la branca de l'ecologia que estudia els ecosistemes aquàtics continentals (llacs, llacunes, rius, basses, maresmes i estuaris), les interaccions entre els organismes aquàtics i el seu ambient, que determinen la seva distribució i abundància en aquests ecosistemes.
La limnologia no va ser considerada com a ciència fins a la publicació de L'origen de les espècies, de Charles Darwin, a mitjans del segle xix.

## Escoles
A la limnologia moderna poden reconèixer dues escoles.

### Escola europea
La seva primera figura important va ser el suís François-Alphonse Forel (1841-1912), considerat el pare de la limnologia moderna, concentra el seu estudi al llac Leman. Considera que és una ciència que integra diferents disciplines. En 1892 publica el seu primer estudi sobre la geologia del llac Leman (característiques físico-químiques) i després a 1904 publica tots els organismes que habiten al llac.
Einar Naumann (1891-1974) va estudiar els llacs oligotròfics de Suècia (llacs molt profunds, pobres en nutrients, aigües fredes a molt baix desenvolupament del fitoplàncton, aigües molt transparents).
August Thienemann (1882-1960), alemany va estudiar els llacs mesotrófics i eutròfics d'Europa Central, menys profunds i més càlids, amb més nutrients i transparència menor.
Aquesta diferència entre llacs oligotròfics del nord i llacs meso-eutròfics del sud porta a la limnologia regional (que avui en dia ja no té sentit a causa de l'alteració dels ecosistemes naturals que reben gran quantitat de nutrients i es transformen en eutròfics independentment del seu origen a problema molt greu que afecta a tothom, no només a Europa).
El 1922 es funda la Societat Internacional de Limnologia. A partir d'aquesta data se celebren congressos anuals i se'n publiquen les actes.

### Escola americana
El naturalista Stephen Alfred Forbes (1844-1930) es va decantar pels llacs meravellat per la relació funcional que representaven. En 1887 publicaThe lake as a Microcosm. En ell descriu el llac com un microcosmos, una unitat sistèmica en equilibri dinàmic condicionat pels interessos de cada organisme en la seva lluita per la vida, governat per la selecció natural.
Chance Juday va estudiar els llacs de Wisconsin i el Mendota. Una de les seves conclusions és que hi ha un equilibri dinàmic basat en el fet que l'entrada d'energia i materials s'equilibra amb la despesa i la sortida.
G.E. Hutchinson va ser el responsable de la formació de grans limnológico i ecòlegs Estats Units. Tractat de limnologia en 4 volums centrats sobretot en els llacs (geologia, físico-química i biologia).
Raymond Lindem es va centrar en l'estudi d'un llac i va defensar la teoria de Forbes de l'equilibri dinàmic.
El 1936 es constitueix la Societat Americana de Limnologia que després es converteix en la Societat Americana de Limnologia i Oceanografia. Es publica una revista de limnologia i oceanografia.

## La limnologia a Espanya
En un principi Europa anava al capdavant, però després de la Segona Guerra Mundial, EUA el supera en investigacions, publicacions i quantitat de limnològic. A Espanya triga a assentar la disciplina. Destaquen dues personalitats en el camp de la hidrobiología (biologia d'aigües dolces): Celso Arévalo i Luis Pardo. Arévalo a la primera dècada del segle xx funda el Laboratori Nacional de Hidrobiología a València. Se centra en l'estudi de les llacunes. Pardo va ser deixeble d'Arévalo cap als anys 1920-1930 i va publicar treballs divulgatius sobre les aigües dolces.
En els anys 1950 Ramon Margalef (ecologia, limnologia, oceanografia) estudia ecologia aquàtica en general. També estudia hipòtesi d'ecologia general. És reconegut internacionalment. Arran de Margalef sorgeixen molts deixebles, estudiants de la Universitat de Barcelona.
El 1981, un grup d'estudiosos de l'aigua, van formar l'Associació Espanyola de Hidrobiología, intentant agrupar tots els interessats espanyols en Limnologia i els ecosistemes aquàtics. Tanmateix, un parell d'anys després, va canviar el nom pel d'Associació Espanyola de Limnologia. Posteriorment, el 2006 va canviar el nom a Associació Ibèrica de Limnologia, amb la finalitat de reunir els interessats tant espanyols com portuguesos i iberoamericans en la Limnologia.